# فلوریان زنانیتسکی
فلوریان زنانیتسکی (لهستانی: Florian Znaniecki؛ ۱۵ ژانویهٔ ۱۸۸۲ – ۲۳ مارس ۱۹۵۸) یک فیلسوف و جامعه‌شناس اهل لهستان بود.
او یکی از چهره‌های شاخص جامعه‌شناسی در لهستان و ایالات متحده آمریکا، پایه‌گذار جامعه‌شناسی دانشگاهی در لهستان و یک مکتب فکری خاص در جامعه‌شناسی است.
او با نوشتن کتابی تحت عنوان «رعیت‌های لهستانی در اروپا و آمریکا» (به همراه دابلیو. آی. توماس) شهرت بین‌المللی یافت؛ کتابی که پایه‌گذار جامعه‌شناسی تجربی محسوب می‌شود. فلوریان زنانیتسکی مشارکت‌های مهمی در زمینهٔ «معنی‌شناسی» (Logology) و نظریه‌های جامعه‌شناسی دارد و برای نخستین بار مفاهیمی نظیر «ضریب انسان‌گرایی» (Humanistic coefficient) و «فرهنگ‌گرایی» (Culturalism) را ابداع و توصیف نمود.